# Zerre (film)
Zerre è un film del 2012 diretto da Erdem Tepegöz.

## Riconoscimenti
- Giorgio d'Oro 2013 al Festival di Mosca